# ルーシー・ヒューストン
ファニー・ルーシー・ヒューストン準男爵夫人DBE（英語: Dame Fanny Lucy Houston, Lady Houston、旧姓ラドモール Radmall、1857年4月8日 – 1936年12月29日）はイギリスの社会慈善家、国粋主義擁護者、政治活動家で女性参政権活動家である。
ヒューストンは一般に航空界の先駆者と呼ばれ、また水上飛行機の製造元スーパーマリン社を財政的に支えた功績から「スピットファイアの救い手」と呼ばれることがある。1933年に新聞『サタデー・レビュー』を創刊し、ラムゼイ・マクドナルドおよびスタンリー・ボールドウィンの国民政府に〔非愛国者〕というレッテルを貼り、  痛烈にこきおろした。

## 前半生
ファニー・ルーシー・ラドモールは羊毛の倉庫業兼織物商だった父トマス・ラドモールと、母マリア・イザベラ・クラークの4女で1857年に生まれた。生家はロンドンのテムズ川を挟んだサリー、現在のランベス地区ロウアー・ケニントン13番にあり、ファニーの後にもう1人増えて10人きょうだいになる。生まれた町は現在はロンドン都心部に組み込まれたが、当時は川向こうの郊外であった。ラドモールは娘時代にダンサーとして働き、芸名「ポピー」を名乗ってコーラス・ガールも務めた。
16歳の時に、フレドリック「フレディ」グレットンという2倍も歳が違う富裕な男性に見初められて10年付き合う。グレットンの家業はビール製造のバス醸造所の協同経営で、競馬愛好家として三冠馬のアイソノミー他、名だたる競走馬の馬主でもあった。1882年にグレットンが死去すると、遺族の反対はありながら、年金6,000ポンドという高額の遺贈を受けた（2023年時点の£763,000と同等）。

## 夫のブリックマンとバイロン
生活が安定したラドモールは舞台でキャリアを積もうと望み、王立ドルリー・レーン劇場で初役を得てわずか3週間で、第2代準男爵サー・セオドア・ブリンクマンの息子セオドア・フランシス・ブリンクマンと駆け落ちして舞台に穴を開けてしまう。ふたりは1883年9月3日に結婚するが同居は長く続かず、1895年1月14日に離婚。次に独身を宣言し引退生活を送る第9代バイロン男爵ジョージ・バイロンと出会うと、自ら熱愛を告白して1901年3月1日に結婚する。バイロン男爵夫人として女性参政権活動家として公の場に立ち、拘禁された活動家エメリン・パンクハーストを援助し保釈に潤沢な資金を注いだ。 
第一次世界大戦下にはイギリスの参戦を強く支持し、例えば海外派遣された兵士にいわゆる慰問品を送ろうと呼びかけた。マッチに不自由しているだろうと「比類なき兵士たちへバイロン男爵夫人からマッチの贈り物」と記した箱入りのマッチを送ったり、「あの人に靴下を送ろう」キャンペーンを率いてもいる。夫とは1917年3月30日に死別、同年、ルーシーは大英帝国勲章女性司令官章（DBE）を授けられた。ハムステッド・ヒース公園に敬老ホーム「青い鳥の巣」（Bluebirds' Nest）を設けて、西部戦線に従軍した看護師の慰労した功績を認められた。

## ロバート・ヒューストン卿
3度目の結婚相手は海運王で西トクステス地区選出（リヴァプール）の国会議員、初代準男爵サー・ロバート・ヒューストンである。ヒューストンは『オックスフォード英国人名辞典』に「冷酷無慈悲で不愉快な独身男」と評された人物であったが、ルーシーは出会ってから7年にわたり好意を示して、1924年12月12日に結婚した。ヒューストンの旧友でウィンストン・チャーチルの懐刀と称された右派の初代バーケンヘッド伯爵F・E・スミスの反対を押し切った形である。
節税を頭に、ヒューストン夫妻は新居ボーフィールド邸をチャネル諸島ジャージーのセント・セイヴィアに構える。夫妻はロンドンと新居、さらにロバートが愛した豪華クルーザー「リバティ」号で過ごした。夫から遺産指定書を見せられると、妻ルーシーは100万ポンドでは満足できないと破り捨てたと伝わる（7300万ポンド相当、2016年時点）。結婚当時、すでに半身不随で鬱病の発作を見せたロバートは、自分は毒を盛られているに違いないと疑ってたびたび愛艇リバティで寝泊まりし、1926年4月14日に洋上で死去。妻が相続した遺産は550万ポンドとされる（およそ40300万ポンド相当、2016年時点）。
ヒューストンはイングランド地方第2の素封家になり、遺産相続の手続きですでに遺産相続税は納めてあった。納税の義務はないヒューストンだったが、時のチャーチル財務大臣と個人的に交渉して、相続税ではなくあくまでも寄付金として160万ポンド（117 00万ポンド、2016年時点）を国庫に納めている。
本拠は1928にロンドンに戻すと、ヒューストンはボズウェル印刷所（ロンドン市エセックス街）という保守派の出版社の経営資金を援助すると、ヒューストンが記した左翼の人物の略歴を匿名で出版させた。

## シュナイダー・トロフィー・レース

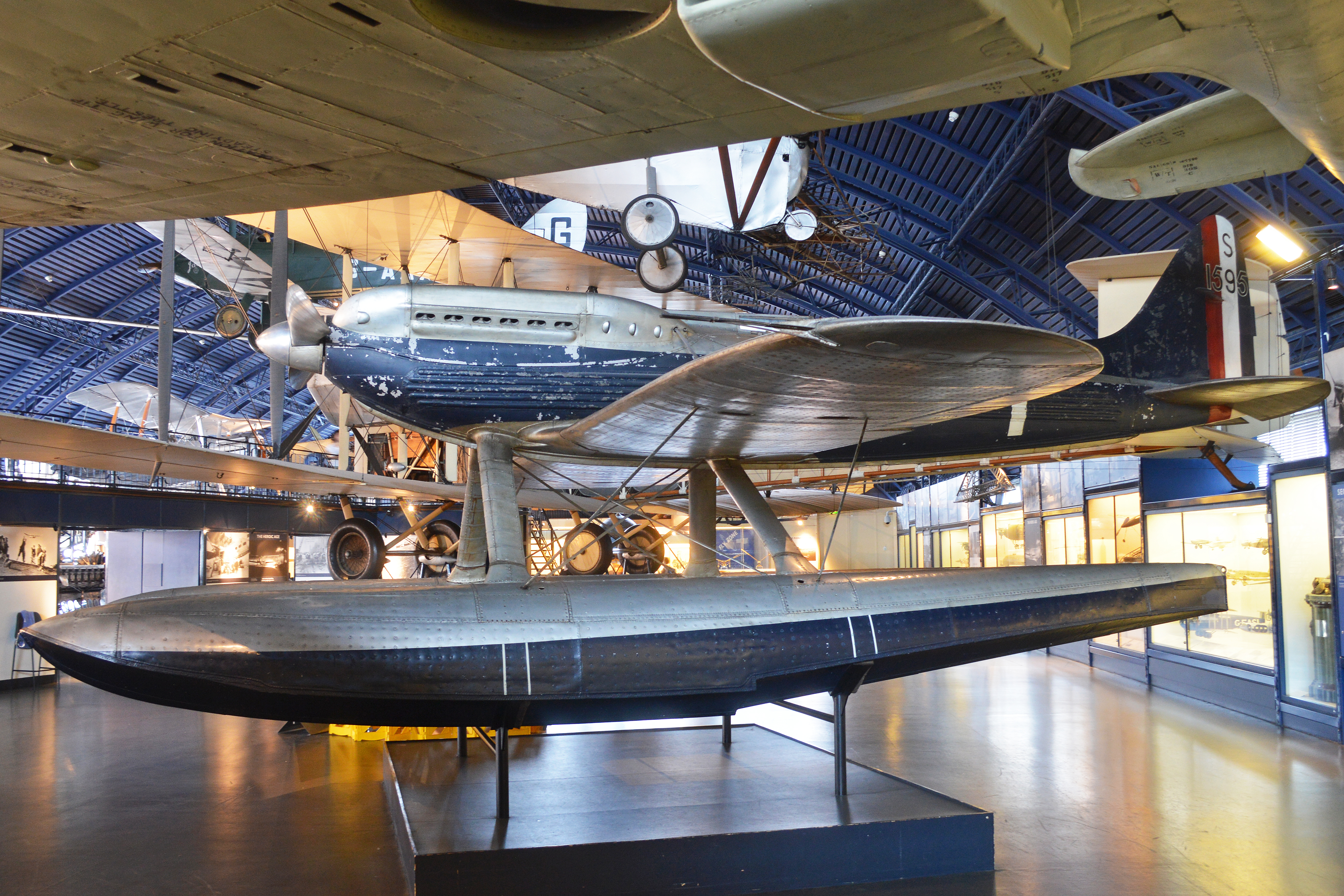
水上飛行艇スーパーマリンS6B。シュナイダー・トロフィー・レースの勝者（1931年）

イギリスの航空界に惜しみなく資金を援助したヒューストンは1931年、スーパーマリン社に10万ポンド（9百万ポンド相当、2016年）を援助し、当年のシュナイダー・トロフィー・レース優勝に導く。同レースにはイギリス空軍の出場が噂されたが、政治的配慮で中止されていた。国内の飛行クラブの頂点に立つイギリス飛行クラブは、政府に参加補助金を上申していたが、レース開催間際の同年1月15日、イギリス航空大臣はこれを却下している。折からのイギリスの大不況に手を焼いた内閣は、スポーツ競技会にイギリス空軍を参加させず政府の資金援助すらも拒んだ。初代トレンチャード男爵ヒュー・トレンチャード（イギリス空軍元帥）は見解を示し、祖国が競技会に参加してもしなくても航空機開発は継続するのだから、資金援助に利点はないと政府の肩を持った。
航空省は、1929年の前大会に出場した航空機を大会に使用したいという申請を却下した。水上飛行機の操縦訓練を受けたイギリス空軍高速飛行隊パイロットには、これら大会への参加を禁止。さらに1931年には、レースコースに指定されたソレント海峡の航行量の多い航路で、空軍に警備をさせないと発表した。イギリス飛行クラブは1931年1月22日付で内閣に声明を送り、政府が機体やパイロット、警備に関する規定を航空省に撤回させるなら、募金で10万ポンドを集めると申し出た。
新聞各紙は野党の保守党支持が多かったが、労働党の第2次マクドナルド内閣にこぞって圧力をかけようとする。ある新聞は首相に電報を打ち「社会主義政権の介入を防ぐため、イギリス飛行クラブ主幹第3代準男爵サー・フィリップ・サスーンが負担すると公言した金額を超過した際は、ヒューストン夫人が追加費用すべてを負担することで、我らが祖国をシュナイダー杯獲得の場に誘う」と伝えた。この寄付を機会に、ヒューストンは労働党を正面から批判するチャンスを得た。「イングランドには自国を守る金銭的余裕すらないと認めるくらいなら、最後の1枚のシャツすら売って金策しようとするのが、真のイギリス人ではないのか」と宣言した。

## 後半生
イギリス軍の軍備増強を願い、1932年に20万ポンドの寄付を申し出る（18 百万ポンド相当、2016年）が、ときのイギリス国民政府に断われると、愛艇リバティ号の船端に「裏切り者マクドナルドを倒せ」と記した看板を下げて電光で照明を当て、イギリスを一周させた。ヒューストンが宰相マクドナルドに打った電報の文面は次のように読める。
I alone have dared to point out the dire need for air defence of London. You have muzzled others who have deplored this shameful neglect. You have treated my patriotic gesture with a contempt such as no other government would have been guilty of toward a patriot.—ヒューストン、宰相マクドナルド宛て電報の文面、[ロンドンの防空がいかに切実であるか、あえて指摘したのは私のほかにはいない。恥ずべきこの怠慢を人々は口々に嘆き、あなた方はその口を封じた気でいたのであろうが。私の愛国的な行為すら、他のいかなる政府も愛国者に犯したことのない軽蔑をもって、扱ったつもりだろう。]
1933年に実施された補欠選挙では、9回も国民政府に反対する破壊的な運動に資金を提供した。
その年、エベレスト山を飛行機で横断する冒険が企画され、ヒューストンが資金を出し史上初めてエベレスト頂上を飛行機で越す冒険が計画されるが、本意はインドの独立を認めようとする動きに耳目を集めて反対の世論を高めることにあった。翌1934年10月にヒューストンは「 マックロバートソン・エアレース」に優勝したトム・キャンベル・ブラックならびにC・W・A・スコットに祝電を送った。「ご両名の功績に感動した、我が心の勇者たちよ（中略）これで政府が奮い立たないなら、もう打つ手はない（中略）どうか誉を胸にゆっくり静養されよ、ご両名の偉業は我ら皆の誇り（中略）ご両名に神のご加護があらんことを、愛国歌『ブリタニアを率いよ』を捧げる」。
76歳になったヒューストンは1933年、『サタデーレビュー』紙を買収すると新聞社主の務めと称して必死に活動した。イギリスの政治指導者の弱腰をあげつらい、祖国に共産主義が浸透する危険性を国民に警告しようと、マクドナルドと首相後継のボールドウィンの弱気に苛立ち、独裁者が必要と直感するとデビッド・ロイド・ジョージ、ウィンストン・チャーチル、最終的には1935年から友人となった新国王エドワード8世をその役割に押し込もうとした。
ヒューストンの持論ではベニート・ムッソリーニ もアドルフ・ヒトラーも、そのままでは崩れ去ろうとするそれぞれの祖国の弱体を一つにまとめた強い指導者であり、大英帝国にもこのような強烈なリーダー像を求めた。ソビエト・ロシアに対峙する両首領の姿勢を賞賛し、振り返って自分たちイギリス人とその帝国に対して、そういう政治的野心こそ最大の脅威であると信じていた。
資金援助先としてオズワルド・モズレーとその掌握するイギリス・ファシスト連合も検討し、イギリス政府から突き返された20万ポンドを流用しようと考える。ところがモズレーの出版した『The Blackshirt』に目を通すと、文中で自分が侮辱されたと感じて資金は動かさなかった。

## 死去
エドワード8世が退位した1936年12月初旬、ヒューストンは半身不随でほとんど外出せず、ほとんどの時間をベッドで過ごしていた。『サタデー・レビュー』の編集と運営を進めようとするヒューストンも、国王の退位には非常に動揺し、モスクワが邪悪な力を及ぼしたに違いないと信じた。飲食を拒み、1936年12月29日、ハイゲートのバイロン亭で心筋梗塞を起こして落命する。享年79であった。子供はなく、遺産指定書は残さなかった。

## 大衆文化
映画『ザ・ファースト・オブ・ザ・フュー』（1942年、レスリー・ハワード監督）ではヒューストンがイギリスの航空機開発を支持し、反政府的な考えを示した人物として描いた。ヒューストン役を演じたのはトニ・エドガー＝ブルース。